# Ybbs

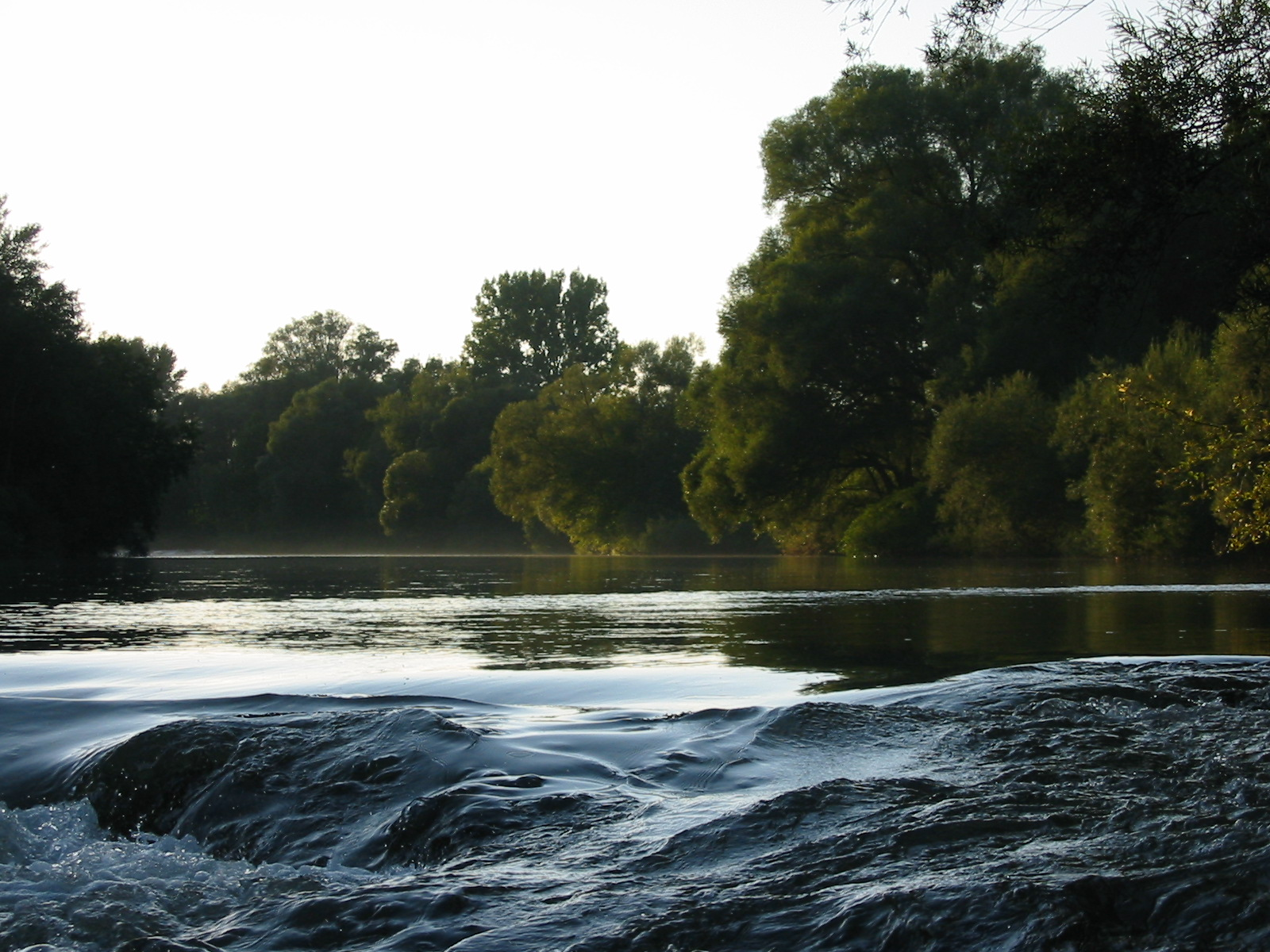
Ybbs vid Amstetten.

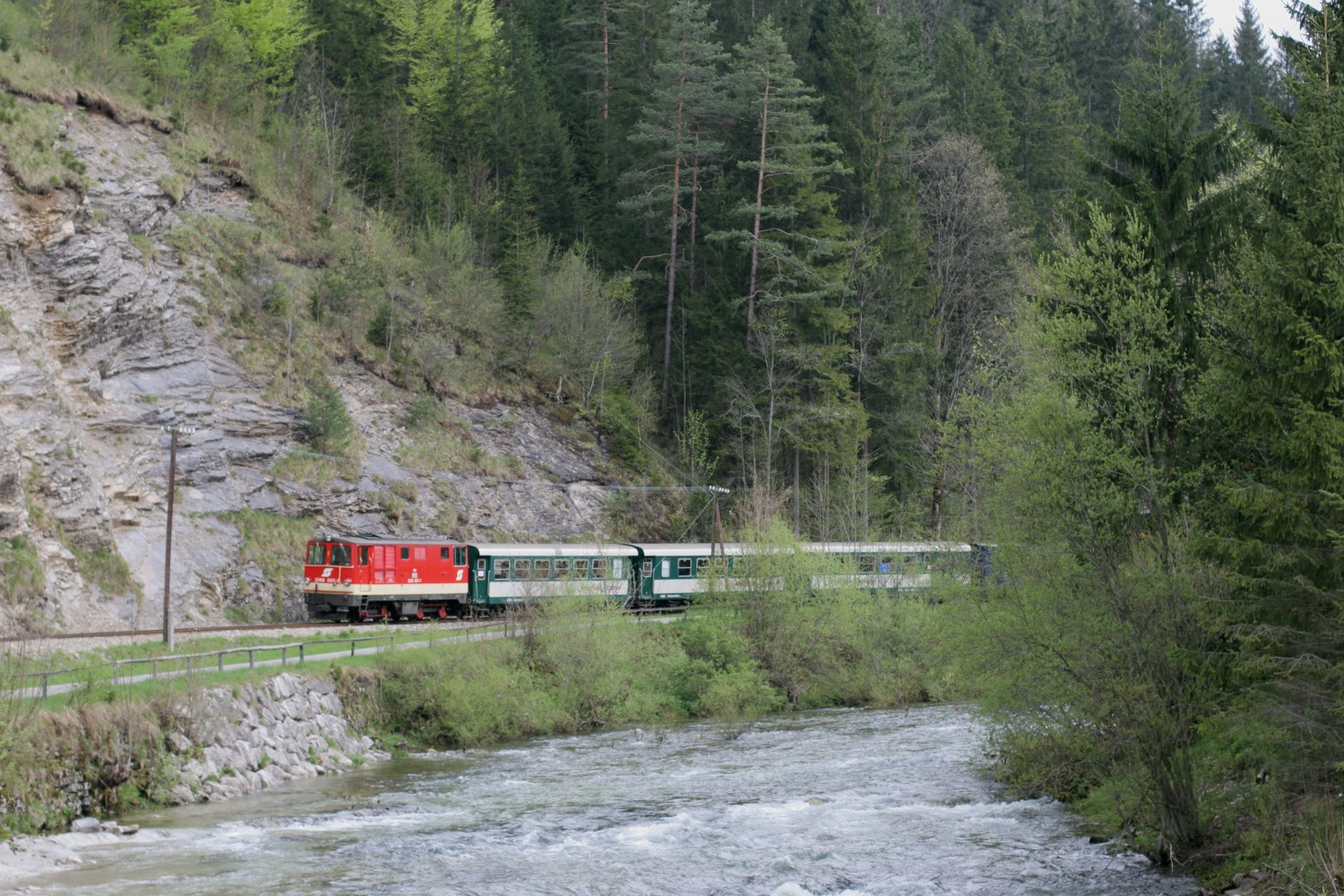
Ybbstalbanan.

Ybbs är en 130 km lång biflod till floden Donau i det österrikiska förbundslandet Niederösterreich. Medelvattenföringen är 30,2 m³/s vid Greimpersdorf.
Floden Ybbs rinner upp som Weiße Ois vid foten av berget Großer Zellerhut nära staden Mariazell, kallas för Ois efter några kilometer och slutligen Ybbs från Lunz am See. Floden slingrar sig genom Alperna norrut innan den slutligen rinner ut i Donaudalen i nordöstlig riktning där mynnar i Donau vid staden Ybbs an der Donau. Tillflöde är Kleine Ybbs som rinner upp som Schwarze Ois söder om Ybbsitz.
Ybbs är utbyggd med vattenkraftverk.
Vid floden ligger städerna Waidhofen an der Ybbs, Amstetten och Ybbs an der Donau.